# Stazione di Castelplanio-Cupramontana
La stazione di Castelplanio-Cupramontana è una stazione ferroviaria posta sulla linea Roma-Ancona; si trova nel territorio comunale di Castelplanio e serve anche il comune di Cupramontana.